# Projektivní geometrie

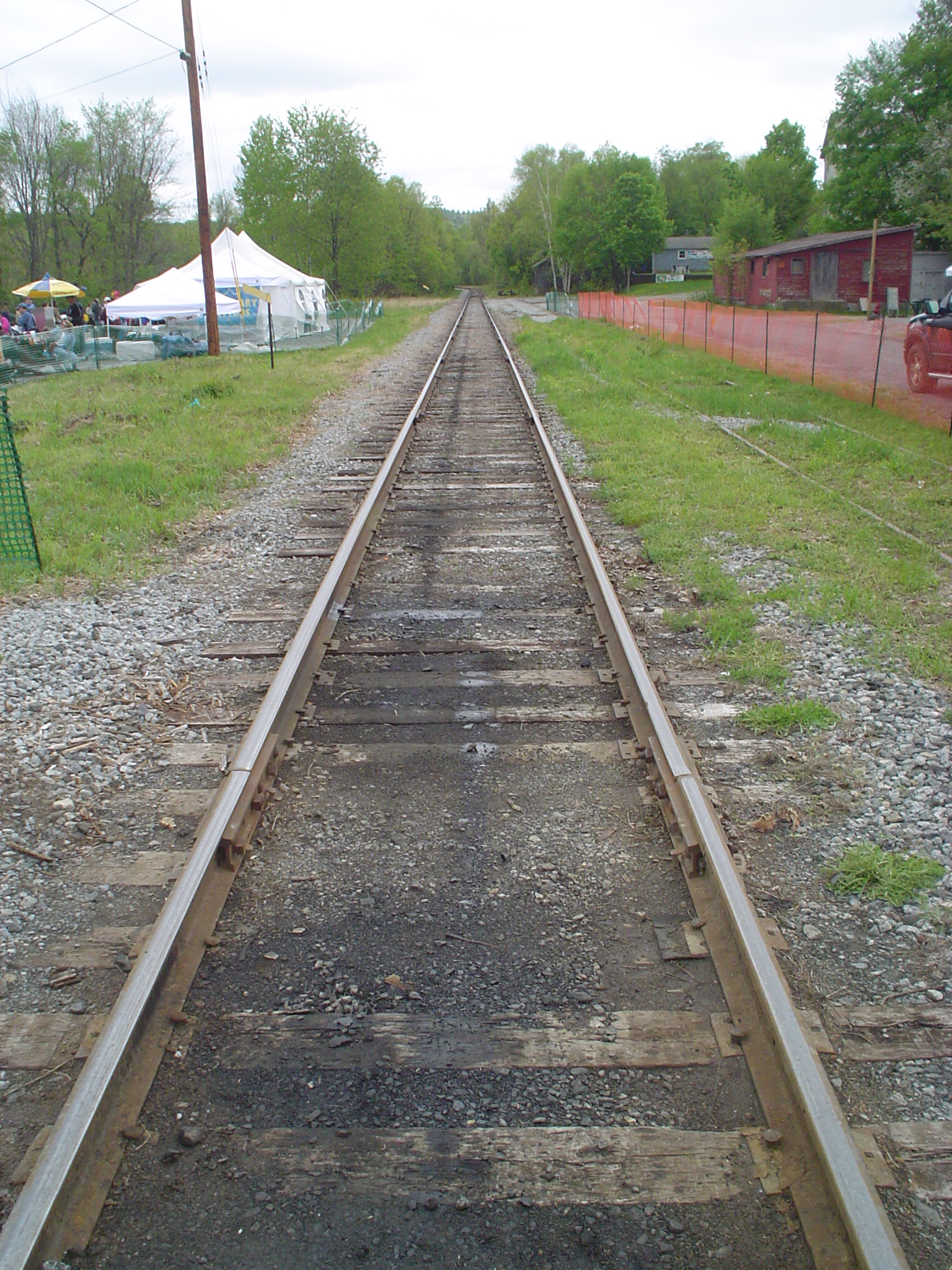
V projektivní rovině se libovolné dvě přímky protnou.

Projektivní geometrie představuje obecnou geometrii, která zkoumá vlastnosti, které se nemění u projektivních transformací (kolineací). Model pro tuto geometrii je obvykle projektivní rovina nebo projektivní prostor (obecně více než trojrozměrný). V této geometrii jsou definovány body a přímky a dělicí dvojpoměr, nikoli však rovnoběžnost, míry úhlů a vzdálenosti.
Je to vlastně geometrie našeho vidění světa (viz obrázek vpravo), ale učí se většinou až po euklidovské geometrii, protože je pokročilejší.
Projektivní geometrie byla historicky inspirována potřebami renesančního umění – zvládnutím perspektivy v malířství. Matematickým zachycením těchto poznatků se zabývali Desargues, Poncelet, Möbius, Cayley a jiní.
Důležitou vlastností projektivní geometrie je tzv. "dualita". Například v geometrii projektivní roviny vyjadřuje fakt, že když se v jejích tvrzeních zamění slova bod a přímka a spojení "ležet na přímce" za "protínat se v bodě", tak se zachová pravdivost. Např. výrok "Každé dva různé body leží na jediné přímce" je duální k výroku "Každé dvě různé přímky se protínají v jediném bodě", oba jsou pravdivé.

## Historie
První geometrické vlastnosti projektivního charakteru byly objeveny ve třetím století Pappem z Alexandrie. Johannes Kepler (1571–1630) a Girard Desargues (1591–1661) nezávisle na sobě rozvinuli základní koncept "bodů v nekonečnu". Desargues se snažil propojit tyto myšlenky s Euklidovou geometrií do jednoho systému. Další významní myslitelé, kteří přispěli k vývoji projektivní geometrie, byli Gaspard Monge a Jean-Victor Poncelet, který roku 1822 publikoval jedno ze základních historických pojednání o projektivní geometrii, ve kterém charakterizoval vztahy mezi metrickými a projektivními vlastnosti geometrických objektů.
Pozdější práce Ponceleta, Jakoba Steinera a jiných směřovaly k axiomatickému zavedení projektivních prostorů.

## Axiomy projektivní geometrie

Grafické znázornění Fanovy roviny, nejjednodušší projektivní roviny

Ilustrace Desarguesovy věty

Následující axiomy jsou shrnutím axiomů navržených A. N. Whiteheadem. Existují dva typy objektů, body a přímky, přičemž platí
- Každá přímka obsahuje alespoň 3 body.
- Každé dva body A a B leží na jediné přímce.
- Pokud se přímky AB a CD protínají, protínají se i AC a BD.

Podprostor AB…XY se dá rekurzivně definovat pomocí podprostoru AB…X jako prostor, který obsahuje všechny body všech přímek YZ, kde Z probíhá množinou {A,B,…X}. Množina bodů {A,B,…Z} je nezávislá, pokud A,B,…,Z je minimální podmnožina generující daný prostor.
Koncept přímky se dá zobecnit do rovin a projektivních prostorů vyšších dimenzí.
- projektivní prostor dimenze nejméně 0 je takový, který obsahuje alespoň 1 bod
- projektivní prostor dimenze nejméně 1 je takový, který obsahuje alespoň 2 body (a tedy přímku)
- projektivní prostor dimenze nejméně 2 je takový, který obsahuje alespoň 3 nekolineární body (přímku a bod, který na ní neleží)
- projektivní prostor dimenze nejméně 3 je takový, který obsahuje alespoň 4 nekolineární body (t.j. neležící v jedné projektivní rovině)

a tak dál. Projektivní prostor má dimenzi k pokud je k největší číslo takové, že prostor má dimenzi "nejméně k".

### Axiomy projektivní roviny
Speciálně v případě projektivní roviny se uvádějí tyto tři axiomy:
- Každé dva různé body určují jedinou přímku
- Každé dvě různé přímky určují jediný bod
- Existují alespoň 4 body, z kterých žádné tři neleží na přímce.

Nejmenší geometrie, která axiomy splňuje je tzv. Fanova rovina, která obsahuje pouze 7 bodů a 7 přímek.

### Desarguesův axiom
V projektivních rovinách obvykle platí tzv. Desarguesův axiom, resp. Desarguesova věta. Je to následovní tvrzení:
Pro dva trojúhelníky ABC, abc se přímky Aa, Bb, Cc protínají v jednom bodě, právě když průsečík přímek AB, ab, průsečík AC, ac a průsečík BC, bc leží v jedné přímce.
V běžné projektivní rovině vychází důkaz tohoto tvrzení z třírozměrné prostorové perspektivy.
Existují však projektivní prostory, v nichž platí axiomy projektivní roviny, Desarguesova věta ale nikoliv.

## Modely projektivní geometrie
Nejběžnější model projektivní roviny je reálná projektivní rovina {\displaystyle \mathbb {RP} ^{2}}, která se dá reprezentovat jako množina (svazek) přímek v {\displaystyle \mathbb {R} ^{3}} procházejících počátkem. Přímky projektivní roviny jsou pak množiny ("obyčejných" afinních) přímek v {\displaystyle \mathbb {R} ^{3}}, které leží v jedné ("obyčejné" afinní) rovině.
Projektivní transformace (kolineace) v rovině jsou všechny transformace, které pocházejí z lineárních zobrazení prostoru {\displaystyle \mathbb {R} ^{3}}.
Projektivní rovinu můžeme reprezentovat pomocí homogenních souřadnic jako množinu bodů {\displaystyle (1:x:y)} roviny a směrů {\displaystyle (0:x:y)}, které odpovídají bodům v nekonečnu, tzv. nevlastním bodům. Projektivní transformace zahrnují všechny Euklidovské transformace, afinní transformace, ale i mnohé další (některé převádějí elipsu na hyperbolu nebo parabolu a podobně). Projektivní transformace zachovávají přímky a také tzv. dělicí dvojpoměr.
Podobně můžeme zkonstruovat projektivní prostor {\displaystyle F\mathbb {P} ^{n}} nad libovolným tělesem F. Nejmenší model projektivní roviny je Fanova rovina, která obsahuje pouze 7 bodů a její model je {\displaystyle \mathbb {Z} _{2}\mathbb {P} ^{2}}, kde {\displaystyle \mathbb {Z} _{2}} je dvouprvkové těleso.
Existují také projektivní geometrie, které nepocházejí z těles.
Běžné modely projektivních rovin nad tělesy reálných, komplexních čísel a kvaternionů jsou kompaktní variety, na kterých mají přirozenou akci kompaktní Lieovy grupy SO(n), SU(n), Sp(n). Analogie projektivní roviny nad oktoniony vedou na prostory, jejichž přirozené grupy symetrií jsou výjimečné Lieovy grupy. Na těchto prostorech je možné zavést přirozeným způsobem metriku, ovšem definice "přímek" je složitá. Nejznámější z těchto projektivních rovin je reálná Cayleyho rovina
{\displaystyle \mathbb {OP} ^{2}\simeq F_{4}/Spin(9)},
na které působí výjimečná Lieova grupa {\displaystyle F_{4}}. Jako reálná varieta má Cayleyho rovina dimenzi 16. V tomto prostoru neplatí Desarguesova věta.